# Ann Curtis
Ann Curtis Cuneo (Rio Vista, Kalifornija, 6. ožujka 1926.) je bivša američka plivačica.
Dvostruka je olimpijska pobjednica u plivanju, a 1966. godine primljena je u Kuću slavnih vodenih sportova.